# Robustochelia solida
Robustochelia solida is een naaldkreeftjessoort . De wetenschappelijke naam van de soort is voor het eerst geldig gepubliceerd in 2005 door Larsen.